# Горна Кремена
Го̀рна Кремѐна е село в Северозападна България. То се намира в община Мездра, област Враца.

## География
Селото се намира на 17 км източно от Враца, по склоновете на стръмен каменист дол около голям карстов извор. В съседство са селата Долна Кремена (на изток), Крапец и Върбешница (на запад), на юг е гр. Мездра, а на север – рид Веслец.

## История
В района на селото са разкрити останки от праисторическо селище, датиращо от новокаменната епоха. Чрез археологически разкопки през 1973 г. е проучено укрепеното селище в местността Заминец – западно от с. Горна Кремена. От богатия археологически материал, намерен при разкопките, се установява, че праисторическото селище в Заминец е заселвано на три пъти през края на медно-каменната епоха и три пъти е било опожарявано.
При археологически разкопки през 1981 г. е проучена и Сенюва могила до селото. В могилата е разкрита зидана от камък тракийска гробница, която е празна (кенотаф). Това показва, че тракиецът е загинал на война и трупът не е бил намерен. Но като аристократ му се е полагала гробница и могила и тя му е била издигната.
Двете села Горна и Долна Кремена са заварени от османските нашественици в края на XIV век с днешните си имена, което свидетелства, че са съществували като населени места през Средновековието. Във вековете на робството поради чумни епидемии, бедствия и липса на обществена сигурност горнокременчени са живели временно в пещерата Диненица, в местностите Селището и Шумака. В края на XVIII в. селото е опожарено от кърджалийски банди и дълго време жителите му се укривали в пущинаците и из горите на рид Веслец.
През 1876 г. в селото е образуван таен революционен комитет  и членовете му сами изработили черешово топче.
По време на терора, последвал Деветосептемврийския преврат от 1944 година, в близост до селото комунистите извършват масово избиване на свои противници от цяло Врачанско.

## Население
Преброяване на населението през 2011 г.
Численост и дял на етническите групи според преброяването на населението през 2011 г.:
|                     | Численост | Дял (в %) |
| Общо                | 487       | 100,00    |
| Българи             | 435       | 89,32     |
| Турци               | 0         | 0,00      |
| Цигани              | 0         | 0,00      |
| Други               | 0         | 0,00      |
| Не се самоопределят | 0         | 0,00      |
| Неотговорили        | 49        | 10,06     |

## Личности
Родени в Горна Кремена
- Никола Вълчев – четник в Ботевата чета; осъден от турския извънреден съд на заточение в окови за 5 години и починал в тъмницата на Истанбул.[2]
- Иван Тодоров – Горуня